# Afontova Gora
Afontova Gora (Russisch: Афонтова гора) is een eind-laatpaleolitisch tot mesolithisch complex van archeologische vindplaatsen gelegen op de linkeroever van de Jenisej nabij de stad Krasnojarsk, Siberië, Rusland. Afontova Gora heeft culturele en genetische banden met de bevolking van de Malta-Boeretcultuur. Het complex werd voor het eerst opgegraven in 1884 door Ivan Savenkov
Het Afontova Gora-complex bestaat uit meerdere bewoningslagen, met vijf of meer kampementen. De kampementen vertonen bewijs van mammoetjacht en waren waarschijnlijk het resultaat van een oostelijke uitbreiding van mammoetjagers. De menselijke fossielen die in Afontova Gora zijn ontdekt, een man en een meisje die gedateerd zijn op 17.000 tot 15.000 jaar geleden, worden bewaard in het Hermitage-museum. 

## Locaties
Afontova Gora I ligt aan de westelijke oever van de Jenisej en heeft resten opgeleverd van paarden, mammoeten, rendieren, steppebizons en grote hondachtigen. De scheenbeenderen van een hondachtige zijn gedateerd op 16.900 BP. De schedel werd beschreven als die van een hond, maar deze is inmiddels verloren gegaan. De beschrijving ervan valt buiten het bereik van de noordelijke wolven uit het Pleistoceen of moderne tijd. 
Afontova Gora II is de vindplaats van de menselijke fossiele resten. De site werd voor het eerst opgegraven in 1912-1914 door VI Gromov. In 1924 ontdekten Georgi Sosnovski, Nikolaj Auerbach en Valerian Gromov de eerste menselijke fossielen op de vindplaats. Op de vindplaats werden resten van mammoet, poolvos, poolhaas, rendier, bizon en paard ontdekt. Afontova Gora II bestaat uit 7 lagen. Laag 3 van Afontova Gora II is de laag die de grootste hoeveelheid artefacten opleverde en waar de menselijke fossiele resten werden ontdekt. In laag 3 werden meer dan 20.000 artefacten ontdekt: de laag leverde meer dan 450 stenen werktuigen en meer dan 250 benen artefacten op (bot, gewei, ivoor). Bij de eerste opgravingen werden de fossielen van twee verschillende individuen ontdekt: de bovenste premolaar van een 11-15 jaar oud kind en het linker spaakbeen, ellepijp, opperarmbeen, kootje en voorhoofdsbeen van een volwassene. 
Afontova Gora III is de plek waar Savenkov in 1884 de eerste opgravingen uitvoerde. De site werd eind jaren 1880 verstoord door mijnbouwactiviteiten. De site bestaat uit 3 lagen. 
Afontova Gora V werd in 1996 ontdekt. Op de vindplaats werden resten van haas, pika, holenleeuw, paard, rendier, bizon en patrijs ontdekt. 

## Menselijke resten

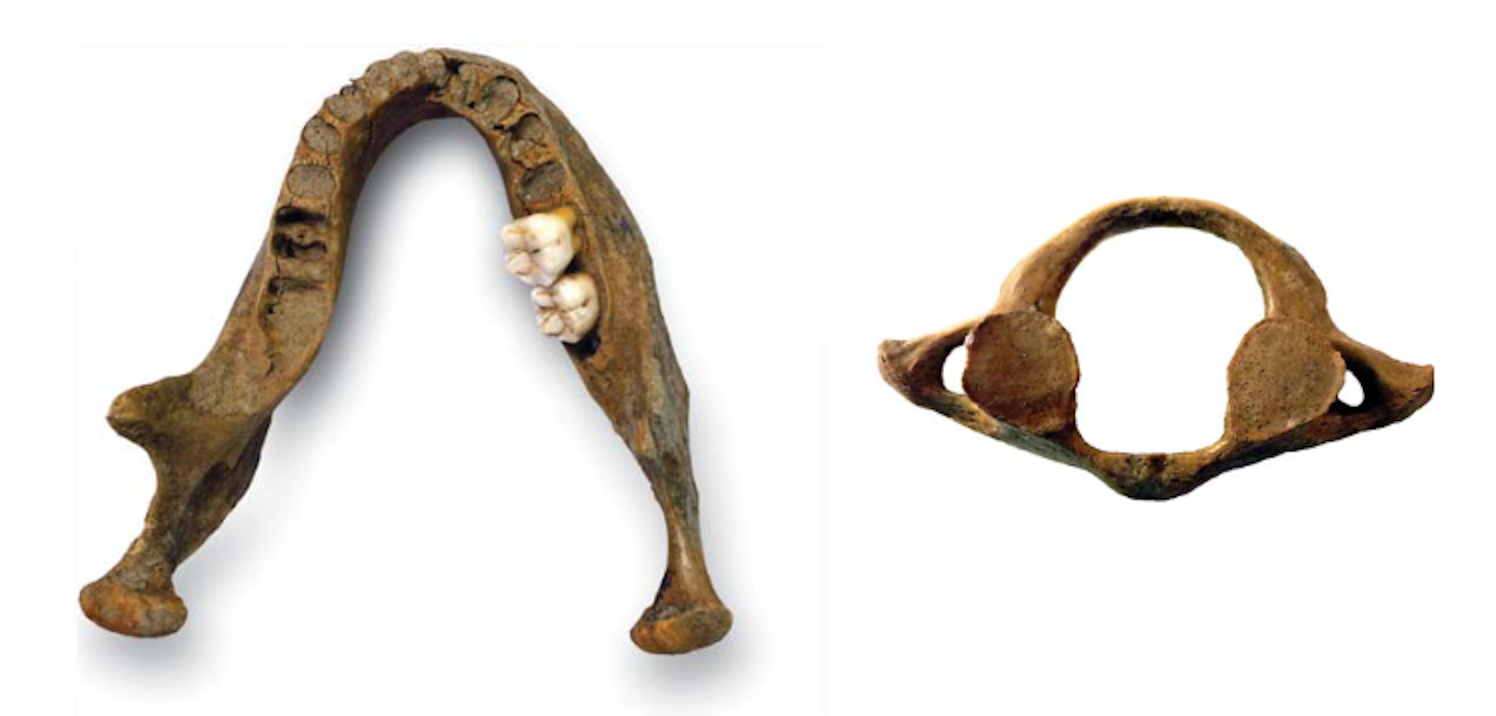
onderkaak, tanden en atlas van Afontova Gora, ontdekt in 2014.

In het complex werden de lichamen van twee individuen ontdekt, bekend als Afontova Gora 2 (AG2) en Afontova Gora 3 (AG3). De naam Afontova Gora 1 verwijst naar de resten van een hondachtige.

### Afontova Gora 2
De menselijke fossiele resten van Afontova Gora 2 werden in de jaren twintig ontdekt in Afontova Gora II en bewaard in het Hermitage-museum. De overblijfselen werden gedateerd op ongeveer 17.000 BP (16.930-16.490 BP).
In 2009 bezochten onderzoekers het Hermitage-museum en haalden DNA uit het opperarmbeen van Afontova Gora 2. Ondanks de aanzienlijke verontreiniging slaagden onderzoekers erin om genomen met een lage dekking te extraheren. DNA-analyse bevestigde dat het om een man ging. 
Het individu vertoonde nauwe genetische verwantschappen met Malta 1 (de jongen van Malta). Afontova Gora 2 vertoonde een grotere genetische affiniteit met de Karitiana in Brazilië dan met de Han-Chinezen. Ongeveer 1,9-2,7% van het genoom was van neanderthaler-oorsprong. 

### Afontova Gora 3

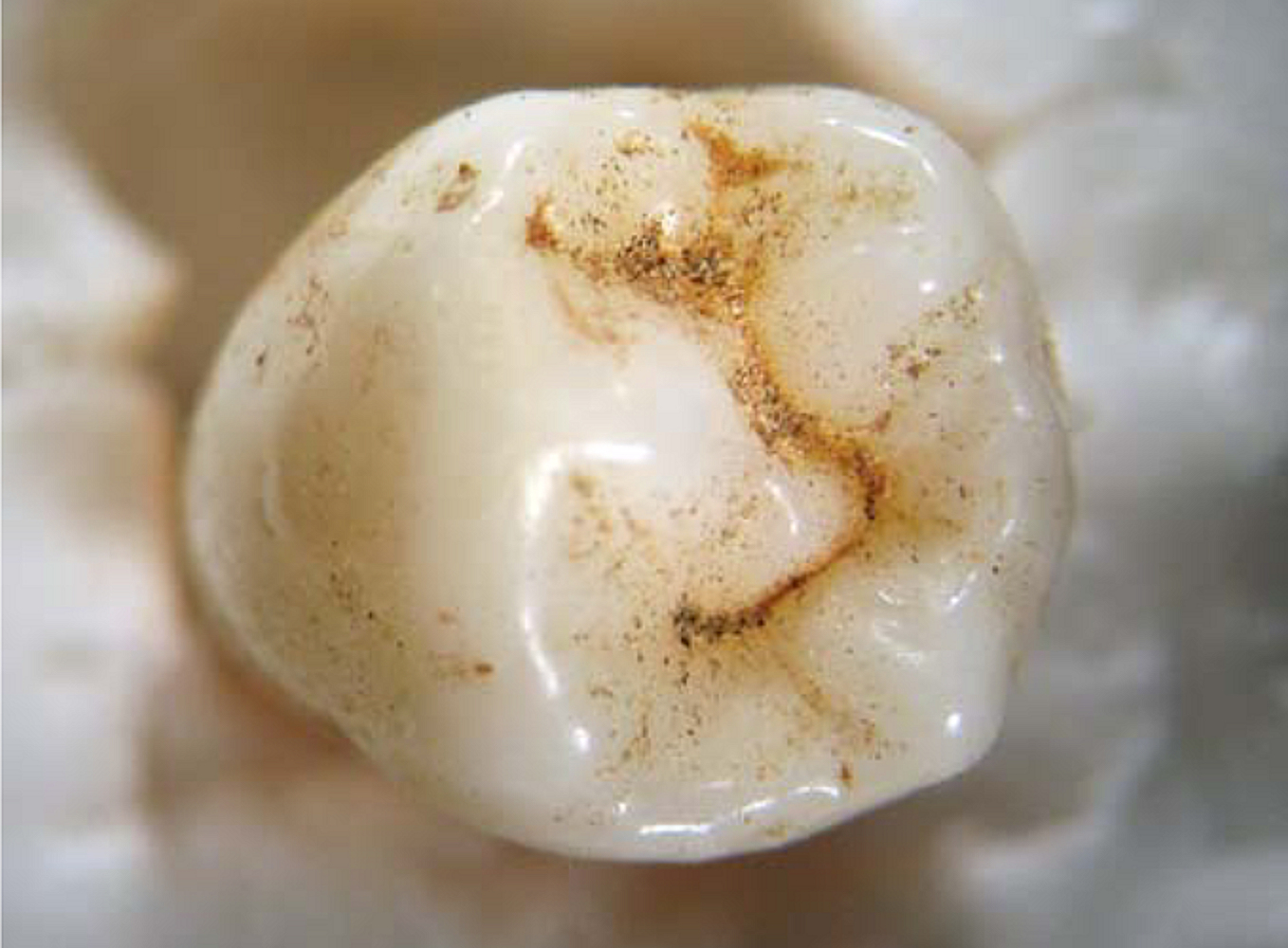
een van de vijf tanden van Afontova Gora 3 (AG3), gedateerd rond 18.090 BP

In 2014 werden er bij Afontova Gora II nog meer menselijke fossiele resten ontdekt tijdens bergingsopgravingen vóór de bouw van een nieuwe brug over de Jenissej. De resten behoorden toe aan twee verschillende vrouwen: de atlas van een volwassen vrouw en de onderkaak en vijf ondertanden van een tienermeisje (Afontova Gora 3), waarvan de leeftijd op ongeveer 14-15 jaar werden geschat. Aanvankelijk werd aangenomen dat de nieuwe vondsten ongeveer uit dezelfde tijd als die van Afontova Gora 2 stamden. In 2017 dateerde directe AMS-datering Afontova Gora 3 op ongeveer 18.090 BP. 
De onderkaak van Afontova Gora 3 werd beschreven als graciel. 
Onderzoekers die de tandmorfologie van Afontova Gora 3 analyseerden, concludeerden dat de tanden duidelijke kenmerken vertoonden, met de meeste overeenkomsten met een ander fossiel, het Listvenka-kind uit de regio Altaj-Sajan, en dat ze noch westers noch oosters waren. Afontova Gora 3 en Listvenka vertoonden duidelijke gebitskenmerken die ook verschilden van andere Siberische fossielen, waaronder die uit Malta. 
Uit een van de tanden van Afontova Gora 3 werd DNA geëxtraheerd en geanalyseerd. Vergeleken met Afontova Gora 2 konden onderzoekers een hogere dekking van het genoom van Afontova Gora 3 verkrijgen. DNA-analyse bevestigde dat het individu een vrouw was. Uit mtDNA-analyse bleek dat Afontova Gora 3 tot de mitochondriale haplogroep R1b behoorde. Ongeveer 2,9-3,7% van het genoom was van neanderthaler-oorsprong. 
In een onderzoek uit 2016 stelden onderzoekers vast dat Afontova Gora 2, Afontova Gora 3 en Malta 1 een gemeenschappelijke voorouder hadden en samen in een Malta-cluster zaten. Genetisch gezien lag Afontova Gora 3 niet dichter bij Afontova Gora 2 dan bij Malta 1. Vergeleken met Malta 1 heeft de Afontova Gora 3-lijn blijkbaar meer bijgedragen aan de huidige mens en staat genetisch dichter bij de indianen. 

#### Blond haar
Uit fenotypische analyse bleek dat Afontova Gora 3 het afgeleide rs12821256-allel droeg dat geassocieerd wordt met, en waarschijnlijk de oorzaak is van, de blonde haarkleur. Afontova Gora 3 was het eerste individu waarvan bekend is dat het dit afgeleide allel draagt. Het allel werd aangetroffen bij drie latere leden van de grotendeels uit het ANE afkomstige oostelijke jager-verzamelaarspopulaties uit Samara, Motala en Oekraïne c. 10.000 BP, wat suggereert dat het afkomstig is van de Oud Noord-Euraziatische bevolking (ANE) voordat het zich verspreidde naar West-Eurazië. De honderden miljoenen kopieën van dit gemuteerde alel (een enkelvoudig nucleotidepolymorfisme) liggen aan de basis van de klassieke Europese blonde haarmutatie, toen massale bevolkingsmigraties van de Euraziatische steppe, door een volk met aanzienlijke voorouders uit het Oud Noord-Euraziatisch-gebied, continentaal Europa binnenkwamen.

#### Genetische nabijheid van Afontova Gora 3 met de Tarim-mummies

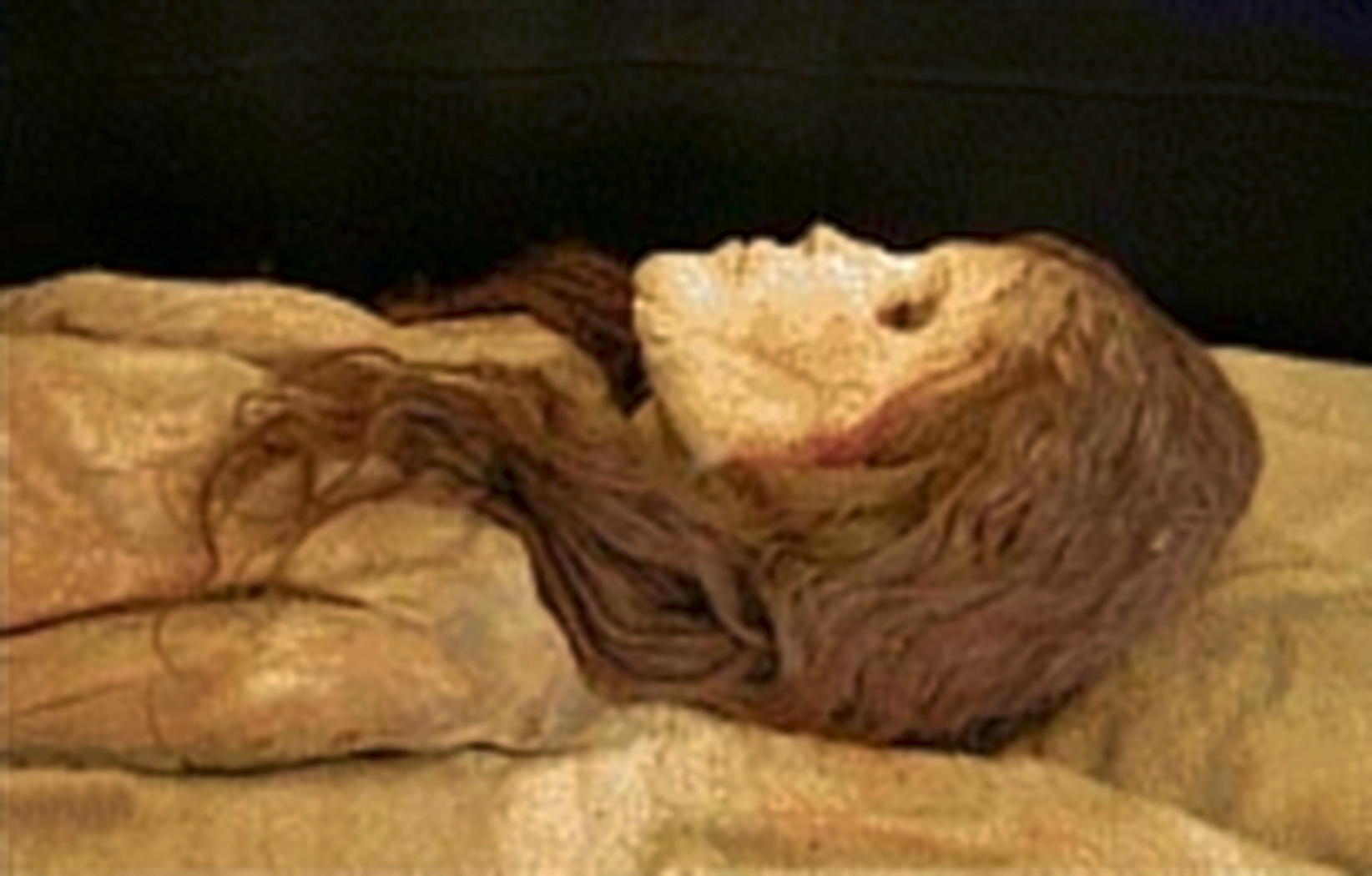
de "Prinses van Xiaohe", een van de Tarim-mummies

Uit een genetisch onderzoek uit 2021 naar de Tarim-mummies bleek dat ze voornamelijk afstamden van een populatie die werd vertegenwoordigd door het individu Afontova Gora 3 (AG3), waarmee ze genetisch gezien een hoge affiniteit vertoonden. Het genetische profiel van Afontova Gora 3 vertegenwoordigde ongeveer 72% van de voorouders van de Tarim-mummies, terwijl de resterende 28% van hun voorouders afkomstig was van Oud Noordoost Aziatische populaties uit het Baikal-gebied. 
De Tarim-mummies behoren dus tot de zeldzame Holocene populaties die het grootste deel van hun voorouders ontleenden aan de Oud Noord-Euraziatische mensen, met name de populaties van Malta en Afontova Gora, ondanks hun tijdsverschil (ongeveer 14.000 jaar). Meer dan welke andere oude bevolkingsgroep kunnen zij worden beschouwd als de beste vertegenwoordigers van de oude Noord-Euraziaten. 